# Diego Reyes Costilla
Diego Reyes Costilla (Toluca de Lerdo, Toluca, México, 3 de septiembre de 2007) es un futbolista mexicano. Juega de delantero centro y su equipo actual es el Club América de la Primera División de México.

## Trayectoria

### Club América
En la primera jornada del Apertura 2024, André Jardine, director técnico del Club América, lo metió al 73' para suplir a Jonathan dos Santos en la derrota por dos goles a uno de las águilas ante el Atlético de San Luis, partido disputado el 6 de julio. Reyes Costilla hizo este debut cuando tenía 16 años y 307 días para solo quedar por detrás de Diego Lainez que en 2017, quien debutó en la Liga MX con 16 años y 268 días, se convirtió en el canterano más joven en jugar con el América.

## Palmarés

### Títulos nacionales
| Título  | Club         | País   | Año  |
| ------- | ------------ | ------ | ---- |
| Liga MX | Club América | México | 2024 |